# Воз за сјевер, воз за југ
„Воз за сјевер, воз за југ” је југословенски ТВ филм из 1972. године. Режирао га је Иван Фогл а сценарио је написао Зоран Јовановић

## Улоге
| Глумац       | Улога |
| ------------ | ----- |
| Руди Алвађ   |       |
| Весна Машић  |       |
| Бранко Личен |       |